# N614 (België)
De N614 is een gewestweg in de Belgische provincies Limburg en Luik. Deze weg vormt de verbinding tussen Koninksem nabij Tongeren en Amay.
De totale lengte van de N614 bedraagt ongeveer 27,5 kilometer.
De N614 ligt op de plaats waar vroeger de Romeinse weg tussen Tongeren en Amay gelegen was en heet thans voor een deel Hoeise Kassei. Aan de weg ligt ten zuidwesten van Herstappe de Herstappeltombe, een Romeinse tumulus.

## Plaatsen langs de N614
- Koninksem
- Crisnée
- Noville
- Kemexhe
- Saint-Georges-sur-Meuse
- Jehay
- Amay

## N614a
De N614a verbindt de N614 met de ring van Tongeren doorheen de dorpskom van Koninksem. De totale lengte van de N614a bedraagt ongeveer 3 kilometer.